# Phytoecia bangi
Phytoecia bangi là một loài bọ cánh cứng trong họ Cerambycidae.